# Polypedilum tobaundecima
Polypedilum tobaundecima är en tvåvingeart som beskrevs av Akio Kikuchi och Sasa 1990. Polypedilum tobaundecima ingår i släktet Polypedilum och familjen fjädermyggor. Inga underarter finns listade i Catalogue of Life.